# Oláh Tamás (költő)
Oláh Tamás (Budapest, 1944. április 18. –) Budapesten élő költő, szerkesztő, tanár, pszichológus.

## Családja
Édesapja Oláh Dezső, 1912-ben Monoron született, 1965-tól 2008-ban bekövetkezett haláláig az USA-ban élt. Édesanyja Dück Alojzia 1912-ben Budapesten született, meghalt 1999-ben Csongrádon, testvére, Gábor filmrendező, író. Felesége, két gyermeke, valamint öt unokája van.

## Életpályája
Elemi iskolai tanulmányait Badacsonytomajon kezdte meg, de az első osztályt már Budapesten fejezte be. Az 5., 6.  osztályokat 1955 és 1957 között Galyatetőn nyolc osztályos összevont iskolában folytatta, a 7. és a 8. osztály a Csaba utcai Általános Iskolában végezte el. Gimnáziumi tanulmányait a budapesti Táncsics Mihály Gimnáziumban végezte ott érettségizett 1963-ban. 1963-1967 között a Bárczi Gusztáv Gyógypedagógiai Főiskola hallgatója.
Tanári pályáját 1967-ben Törökbálinton kezdte meg. 1967-ben megnősült. 1973 megkapta az ELTE Bölcsészettudományi Karán pszichológusi diplomáját. 1971–1973-ban a Művelődésügyi Minisztérium 1. sz. Nevelőintézetében előbb tanárként, majd pszichológusként a fiatalkorúak javítónevelésére ítélt gyerekek tanításával, pszichológiai vizsgálatával foglalkozott.
1973-ban az Élet és Tudománynak lett a munkatársa. 1975-ben vette át újságíró diplomáját. A sajtóban egyedülállóan 1990. április 10-én demokratikusan megválasztották a lap főszerkesztőjének.
2015 és 2019 között a Katona József Színház felügyelő bizottságának az elnöke.

## Szervezeti tagságai
- Magyar Írók Egyesülete
- Magyar Nemzeti Írószövetség
- MMA Irodalmi Tagozat Köztestülete

## Munkássága
Oláh Tamás kortárs magyar költő és író. Munkásságára jellemző a filozofikus mélység, a nyelv játékossága, és az érzelmek intenzív kifejezése. Költészete sokszor reflektál a társadalmi és politikai kérdésekre, erős képi világ és egyfajta melankolikus hangvétel jellemzi. Kötetei bemutatásaikor majd minden alkalommal zenés-verses író-olvasó találkozót tartottak, a verseket Takács Bence Ervin mondta el, amit a néhai Szakcsi-Lakatos Béla, valamint Kathy-Horváth Lajos zenei improvizációkkal tettek emlékezetessé.
2025. évben megjelent Tisztult hangon c. kötetében verseinek az újdonsága: az epikus vonások megjelenése. A költő egyes verseiben mások helyzetébe, szerepébe bújik, nem önmagáról, hanem arról ír, amit megfigyel, lát. S távolságot tart önmagától. A szerzői én az epikai hősnek adja át a szót.
Aktívan részt vesz a magyar irodalmi életben. Könyvbemutatókat tart, versestek gyakori meghívott szereplője. Művei megjelennek folyóiratokban Vigília, Napút, Magyar Múzsa, valamint online folyóiratokban (Lyukasóra, Litera-Túra, Napút online), valamint verses kötetekben (Litera-Túra válogatás, 2018,  Megrostált betűk 2024).

## Értékelése
„
Verseiben különösen megkapó a roppant széles tematika, úgy érezhető, hogy a nagybetűs élet minden egyes szegmensét, részletét, hatalmas és kicsi megnyilvánulását begyűjtötte lelkébe, nem győzi csodálni a világ érdekes sajátosságait, sokféleségét, ellentmondásait – ezeket énekli meg és hozza közel az olvasó szívéhez.”

– Mohás Lívia

„
Mestere a bonyolult formáknak: társadalmi érzékenysége, létkritikai érzéke éppúgy utat talált magának a szonett formájában, sőt a szonettkoszorúban, mint a szabad versben, vagy a költőiség ugyancsak nagy próbájában, a prózaversben”

– Alföldy Jenő

„
szabadverseiben és gondolatáramlásaiban az involválódás titka a nyitottság. Ha...ráteszed magad a meghallgatás belső áramlataira, akkor... megragad és bevon az együttérzésből ébredő üzenetének érvényessége ”

–  Bagdy Emőke

„
Oláh Tamás éles szemmel figyeli a külvilág és a belső táj történéseit és azok egymásra reflektáló, bonyolult szőttesét...Tömör megállapításai és lélekből felszakadó, keserű kérdései önmagát sem kímélő lényeglátásáról árulkodnak.”

–  Tornai Xénia

„
Oláh Tamás költő univerzuma aligha érthető meg hatalmas műveltsége nélkül. A költő (és polihisztor)  a Kezdetben vala verskötetében nem kevesebbre vállalkozik, mint az emberi minőség meghatározására. A fókuszban a teremtés, vagyis a Kezdet elbeszélése áll: „ az isten-porból / királyi fejjel / előbújik az ember”  A meghatározás oda kanyarodik, hogy „tenni tör, / a szép-új világ / miatta hamvad el.”

– Baán Tibor

## Művei

### Költői művei
- Hosszú álom (2010)
- Utolsó szavak (2011)
- Áttűnések (2013)
- Tekintetek (2014)
- Üzenet (2016)
- Fényrajok (2017)
- Álomfejtés (2018)
- Elérni az elérhetetlent (2019)
- Vesztegzárban (2020)
- Maszkod mögé (2021)
- Kezdetben vala (2023)
- Keresztbe kötve / Ikerjelek (Baka Györgyivel közösen) (2024)
- Örökbe ékelődve (2024)
- Tisztult hangon (2025)

### Egyéb kötetei
- Szexualitás és párkapcsolat (1973)
- Fejezetek a szexualitás történetéből (1986)
- Aladdin konyhája (1986) (Raj Tamással közösen szerkesztve)
- Neurózis (1988) – társszerzőként.

## Díjai
- Magyar Arany Érdemkereszt (2018)
- Művészeti életpálya elismerés (2018)
- Művészeti életpálya elismerés (2019)

## Forrás
- Oláh, Tamás: Magamról